# Молодёжное (Запорожская область)
Молодёжное (укр. Молодіжне) — село,
Марьяновский сельский совет,
Михайловский район,
Запорожская область,
Украина.
Код КОАТУУ — 2323384403. Население по переписи 2001 года составляло 210 человек.

## Географическое положение
Село Молодёжное находится на расстоянии в 2,5 км от сёл Александровка, Подгорное и Видродження (Мелитопольский район).

## История
- 1825 год — дата основания как село Мариагейм.
- В 1945 году переименовано в хутор Далекий[3].